# Sinoviocita
I sinoviociti sono cellule proprie della membrana e del liquido sinoviale. Si tratta di cellule connettivali con caratteristiche peculiari che rivestono internamente la membrana sinoviale a formare un sottile strato che emette propaggini verso l'interno. I sinoviociti hanno la funzione di produrre le proteine presenti nel liquido sinoviale e di rimuovere le impurità in esso presenti.

## Tipi di sinoviociti
Grazie all'utilizzo del microscopio elettronico sono stati riconosciuti due tipi di sinoviociti:  di tipo A (macrofagici) e di tipo B (simili ai fibroblasti). Alcuni autori hanno descritto anche un terzo tipo di sinoviociti, di tipo C, con caratteristiche intermedie tra i due tipi principali, teoria rifiutata da altri autori per mezzo di accurate osservazioni, al microscopio elettronico a trasmissione (TEM), di sezioni in serie di articolazioni di origine murina.
La descrizione che segue divide i sinoviociti in A e B. Si tratta di una vecchia dizione: le ultime ricerche hanno dimostrato che le funzioni dei due citotipi sono pressoché le medesime.

## Sinoviociti di tipo A
I sinoviociti di tipo A, anche chiamati macrofagi sinoviali, cellule M, cellule A (assorbenti), cellule V (vacuoli), sono cellule che si muovono nel liquido sinoviale per fagocitare i detriti e le impurità. I sinoviociti di tipo A hanno mostrato immunoreattività per diversi anticorpi monoclonali specifici per i macrofagi o per epitopi derivati dai macrofagi, infatti sono considerati macrofagi residenti alla stregua delle cellule di Kupffer del fegato. I sinoviociti di tipo A inoltre esprimono il complesso maggiore di istocompatibilità di classe II (MHC-II) e l'antigene Ia, i quali svolgono un ruolo importante nella presentazione dell'antigene nelle prime fasi della risposta infiammatoria.

## Sinoviociti di tipo B
I sinoviociti di tipo B, anche chiamati sinovioblasti, cellule F, cellule S (secernenti), cellule ER (reticolo endoplasmatico), sono caratterizzati dall'abbandonza del reticolo endoplasmatico rugoso e dalla presenza di processi dendritici. I sinoviociti di tipo B producono la matrice specifica del liquido sinoviale, in particolare ialuronano, collagene e fibronectina. In alcuni mammiferi è stato ipotizzato un ruolo endocrino e neurosensitivo di questo tipo di cellule.